# Jesús María (kommunhuvudort i Argentina, Córdoba)
Jesús María är en kommunhuvudort i Argentina.   Den ligger i provinsen Córdoba, i den centrala delen av landet, 700 km nordväst om huvudstaden Buenos Aires. Jesús María ligger 533 meter över havet och antalet invånare är 26 825.
Terrängen runt Jesús María är lite kuperad. Jesús María är det största samhället i trakten.
Trakten runt Jesús María består till största delen av jordbruksmark. Runt Jesús María är det ganska tätbefolkat, med 86 invånare per kvadratkilometer.